# Kamienna Wola (gmina Stąporków)
Kamienna Wola – wieś sołecka w Polsce położona w województwie świętokrzyskim, w powiecie koneckim, w gminie Stąporków.
| SIMC    | Nazwa     | Rodzaj    |
| ------- | --------- | --------- |
| 0271816 | Komorniki | część wsi |
| 0271822 | Lasek     | część wsi |

W latach 1975–1998 miejscowość należała administracyjnie do województwa kieleckiego.
W miejscowości działa klub piłki nożnej, KS Kamienna Wola, założony w 2011 roku.
Wierni Kościoła rzymskokatolickiego należą do parafii Matki Bożej Częstochowskiej w Miedzierzy. W miejscowości znajduje się kaplica pw. św Wojciecha.